# Ardsley East and West
Ardsley East and West är en unparished area i distriktet Leeds i grevskapet West Yorkshire i England. Det inkluderar East Ardsley. Unparished area hade 15 458 invånare år 2001.